# クイーンズボロ・プラザ駅
クイーンズボロ・プラザ駅（Queensboro Plaza）はニューヨーク市地下鉄BMTアストリア線とIRTフラッシング線の乗換駅である。クイーンズ区ロングアイランド・シティのクイーンズ・プラザにある高架駅で、クイーンズボロ橋 東詰（クイーンズ区側）にある。近くにINDクイーンズ・ブールバード線のクイーンズ・プラザ駅があるが、完全に別駅の扱いで、無料での改札外乗換はできない。以下の列車が乗り入れている。
- 7系統およびN系統：終日
- W系統：平日
- <7>系統：ラッシュ時の混雑方向

## 歴史

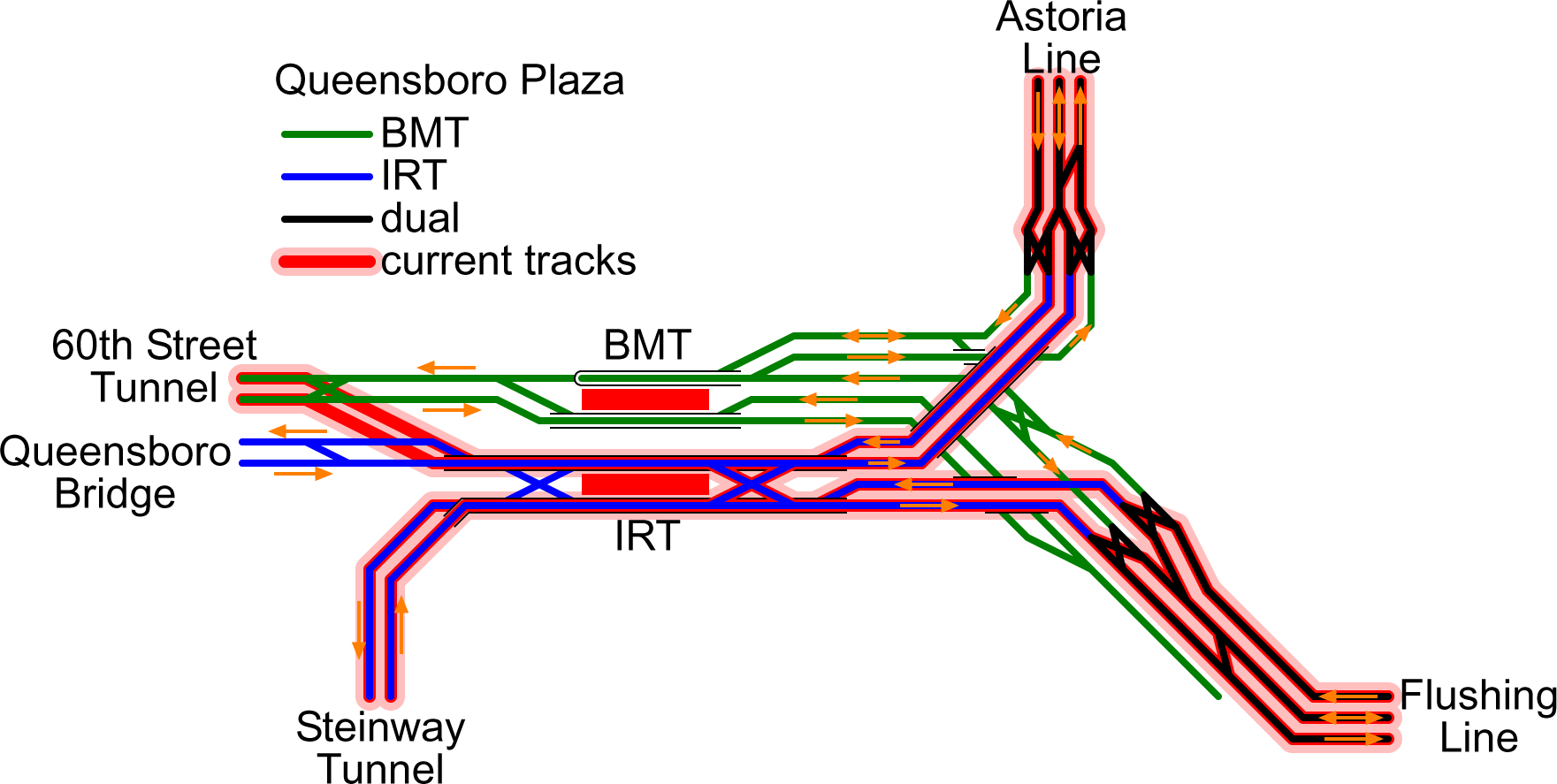
構内配線図

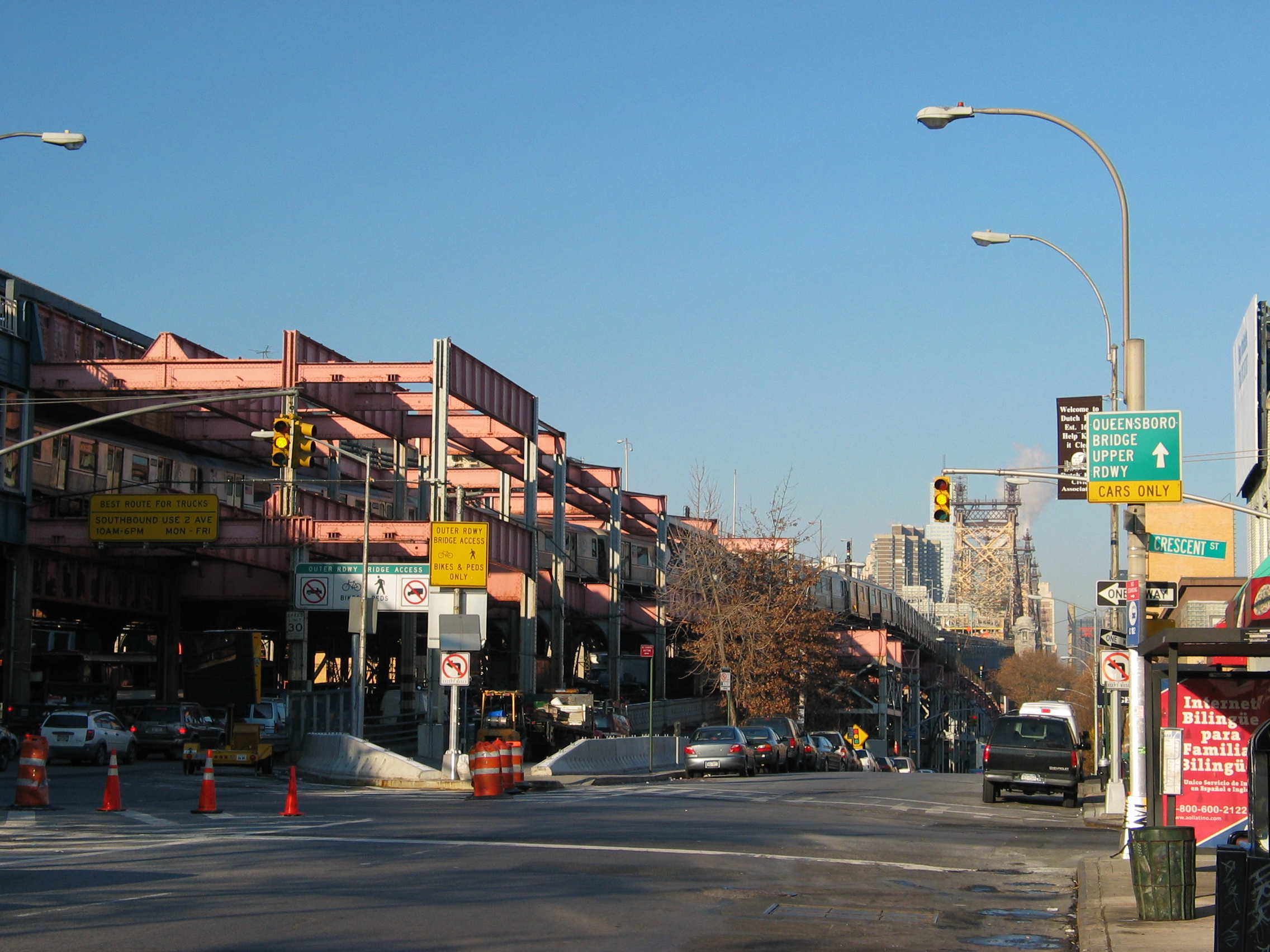
駅西端にある2層の高架構造。写っているのは現在は解体済みの北側（旧BMT）ホーム

駅の東側からの空撮

開業当時は各層4線、計8線の駅であった。IRTは南側ホームの上下層を使い、BMTは現在は解体されて残っていない北側ホームの上下層を使っていた。現在は残っている南側ホームの南側をフラッシング線、北側をアストリア線が使っているが、当時は60丁目トンネルではなくクイーンズボロ橋上を高架鉄道のIRT2番街線経由で運行されていた。上層はホームの北側、下層はホームの南側に両渡り線があり、駅を出た後で転線できるようになっていた。
BMT側は、南側の線路にBMTブロードウェイ線が停車してマンハッタンとの間を結んでいた。マンハッタンからの列車は上層に停車したのち下層の線路と合流して北へ向かい、下層の線路を経由してマンハッタンに戻る運用になっていた。この運用は1924年にホーム南側の両渡り線を使って折り返しを行うようになるまで続けられた。1949年10月17日まで、アストリア線とフラッシング線はIRTとBMTの両方が共同運行していた。ホームはIRT規格に合わせられていたためBMTは高架鉄道時代の車両を使用しており、クイーンズボロ・プラザ駅での乗換が必須になっていた。アストリア線からのシャトル列車は下層西側の線路に入線した後フラッシングに向かって方向転換し、フラッシング線の列車は上層の線路に入線してアストリア方面に方向転換を行っていた。
アストリア線とフラッシング線における共同運行の初期には、IRTとBMTはホーム上の停止位置標示や停車位置を個別に定めていた。乗客もどちらを利用するかによって別の入口から入場していた。このため、2社の列車を自由に乗り換えることはできなかった。この運用はIRTが編成を延長するまで続いた。2社は合意に基づいてそれぞれの駅での収益を共有していた。
1942年にIRT2番街線は廃止になり、上層の北半分は放棄された。
1949年10月17日に137万5000ドルを投じた駅改修工事が完了し、マンハッタンとクイーンズを結ぶ運行系統の再編が行われた。この際、アストリア線のホームはBMTの運行系統が60丁目方面に直通できるよう削り直され、60丁目トンネルから東側（元IRT）ホームの西側線路への取付線が作られて西側（元BMT）ホームは閉鎖された。これによりIRTとBMTの共同運行が中止となり、IRTはフラッシング線内のみ、BMTはアストリア線内のみを運行するようになった。一方でIRT線とBMT線が上下層の移動なしに同一層で対面乗り換えできるようになったため、利用者にとっては利便性が大きく向上した。アストリア線の列車は駅のすぐ西側にあった渡り線でスタインウェイ・トンネルに乗り入れることができたが、この渡り線は共同運行の中止により撤去された。
1964年に廃止された北半分が取り壊されたが、上層の渡り線はフラッシング線で唯一の他線との接続線として残され、コニー・アイランド工場への車両回送時など営業外運転で使われている。
今日では、クイーンズボロ・プラザ駅はニューヨーク市地下鉄で唯一Aディビジョン（7系統）とBディビジョン（N系統およびW系統）の対面乗り換えができる駅となっている。

## 駅構造
| 3F | アストリア線北行                           | → アストリア-ディトマース・ブールバード駅行き（39番街駅）→ （定期列車なし：アストリア・ブールバード駅）                                                                      |
| 3F | 島式ホーム、到着番線に応じた側のドアが開く | |
| 3F | フラッシング線北行                         | → フラッシング-メイン・ストリート駅行き（33丁目-ローソン・ストリート駅）→ 夕ラッシュ：フラッシング-メイン・ストリート駅行き（61丁目-ウッドサイド駅）→                        |
| 2F | アストリア線南行                           | ← コニー・アイランド-スティルウェル・アベニュー駅行き（レキシントン・アベニュー-59丁目駅） ← 平日のみ：ホワイトホール・ストリート駅行き（レキシントン・アベニュー-59丁目駅） |
| 2F | 島式ホーム、到着番線に応じた側のドアが開く | |
| 2F | フラッシング線南行                         | ← 34丁目-ハドソン・ヤード駅行き（コート・スクエア駅） |
| 1F | 改札階                                     | 改札、駅員詰所、メトロカード自動券売機 |
| G  | 地上階                                     | 出入口 |

クイーンズボロ・プラザ駅は2層構造で、各層とも島式ホーム1面2線を有する高架駅である（全体として2面4線）。道路の南側に建っているが、以前はクイーンズ・プラザ全体に広がっていた。クイーンズ方面行きが上層、マンハッタン方面行きが下層に停車する。BMTアストリア線（南で60丁目トンネル連絡線に接続し、60丁目トンネルを通ってBMTブロードウェイ線に接続している）がホーム北側の2線、IRTフラッシング線がホーム南側の2線を使用する。
メザニンは下層ホームの下にあり、駅舎の2階にクイーンズ・プラザ・ノースを横切るコンクリート製のスロープが設けられている。2014年時点で、（外部の請負業者ではなく）ニューヨークシティ・トランジット・オーソリティ職員により改装工事が行われている。IRTフラッシング線へのCBTC導入の一環として、駅南端にコンピュータ制御の信号扱所が設置されている。

## ポップカルチャーにて
クイーンズボロ・プラザ駅は映画『続・猿の惑星』の決定的なシーン - 主人公の宇宙飛行士ブレントが、それと気付かないまま地下駅の廃墟に入っていき、壁面タイルに "Queensboro Plaza" の文字とニューヨーク・サマー・フェスティバルの広告を見つける。そして、彼は自分がいるのは他ならぬ地球であり、しかもニューヨークは核戦争で破壊されてしまっていることを理解する - で登場している。実際にはクイーンズボロ・プラザ駅は高架駅で、駅名の入ったタイルもない。
また、コメディードラマ『となりのサインフェルド』の "The Cigar Store Indian" という回（シーズン5・エピソード10）で有名なジャイロ屋のある場所として登場するが、IRTレキシントン・アベニュー線6系統の地下駅として描かれている。
クイーンズボロ・プラザ駅と近くのメットライフ・プラザはABCのドラマシリーズ『アグリー・ベティ』のシーン中で背景のCG合成で登場する。
HBOの政治ドラマシリーズ『ニュースルーム』のシーズン2のオープニングにも登場している。.
TVショーの『キング・オブ・クイーンズ』のテーマソングでは上層ホームに入線するレッドバードの7系統が登場する。

## 画像

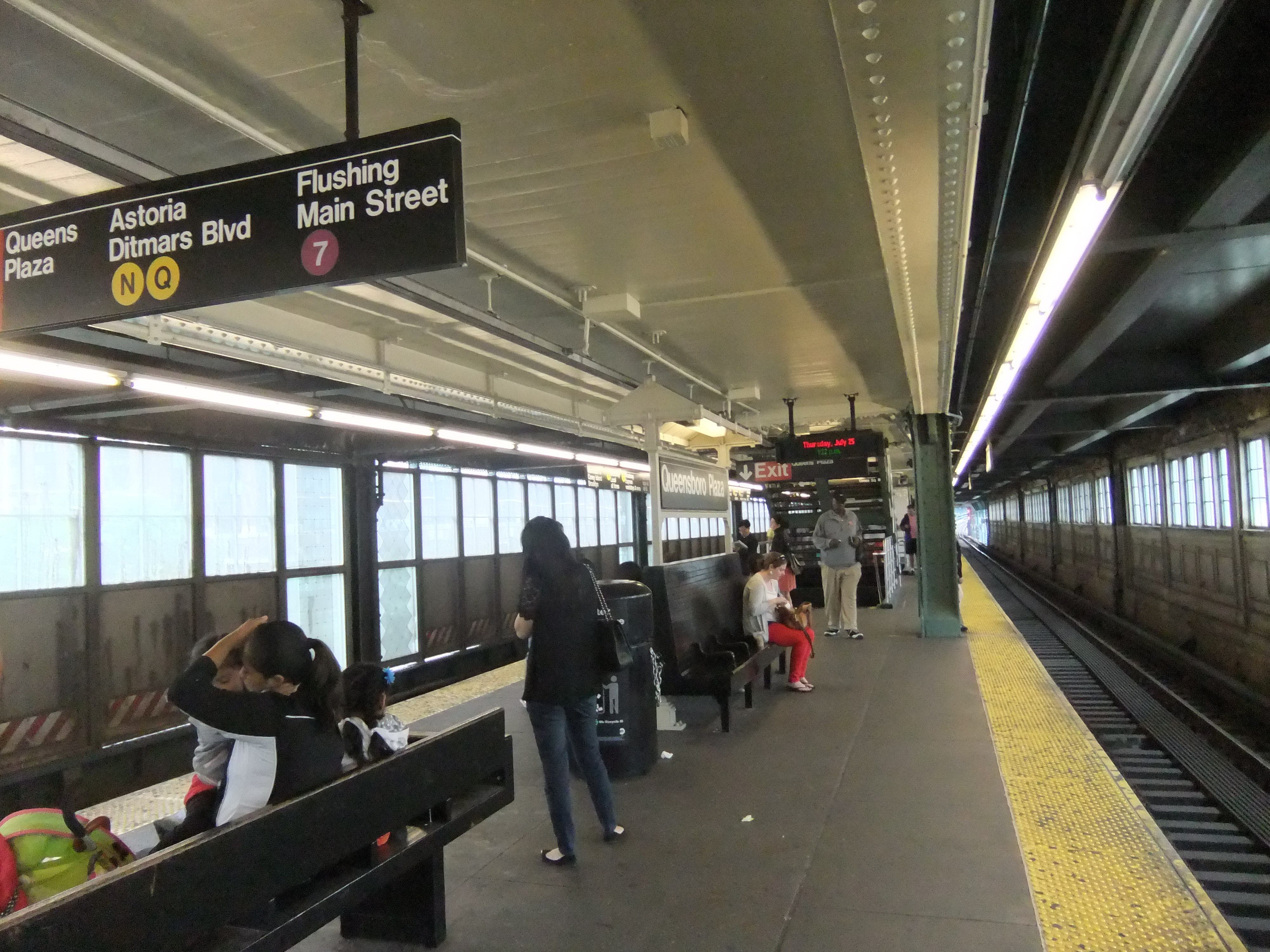
下層ホーム
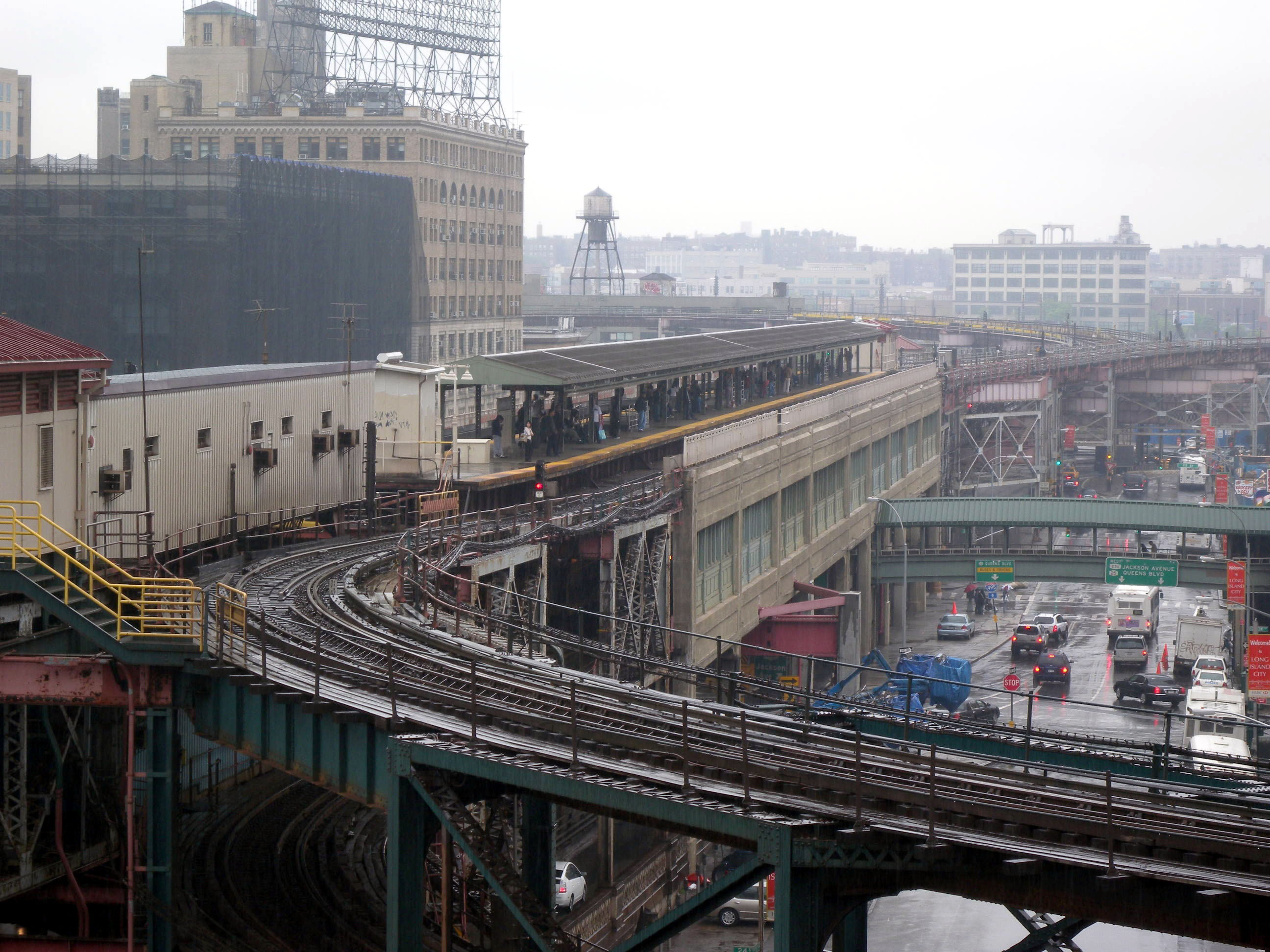
駅西側から見る
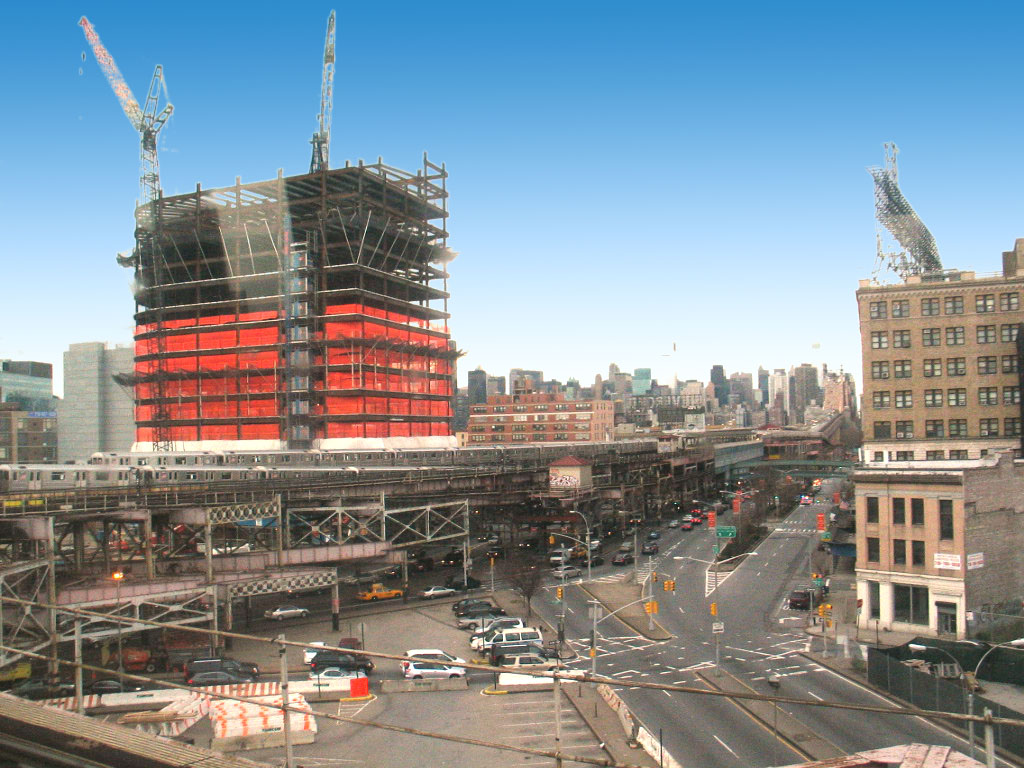
BMTアストリア線の南行列車から見る
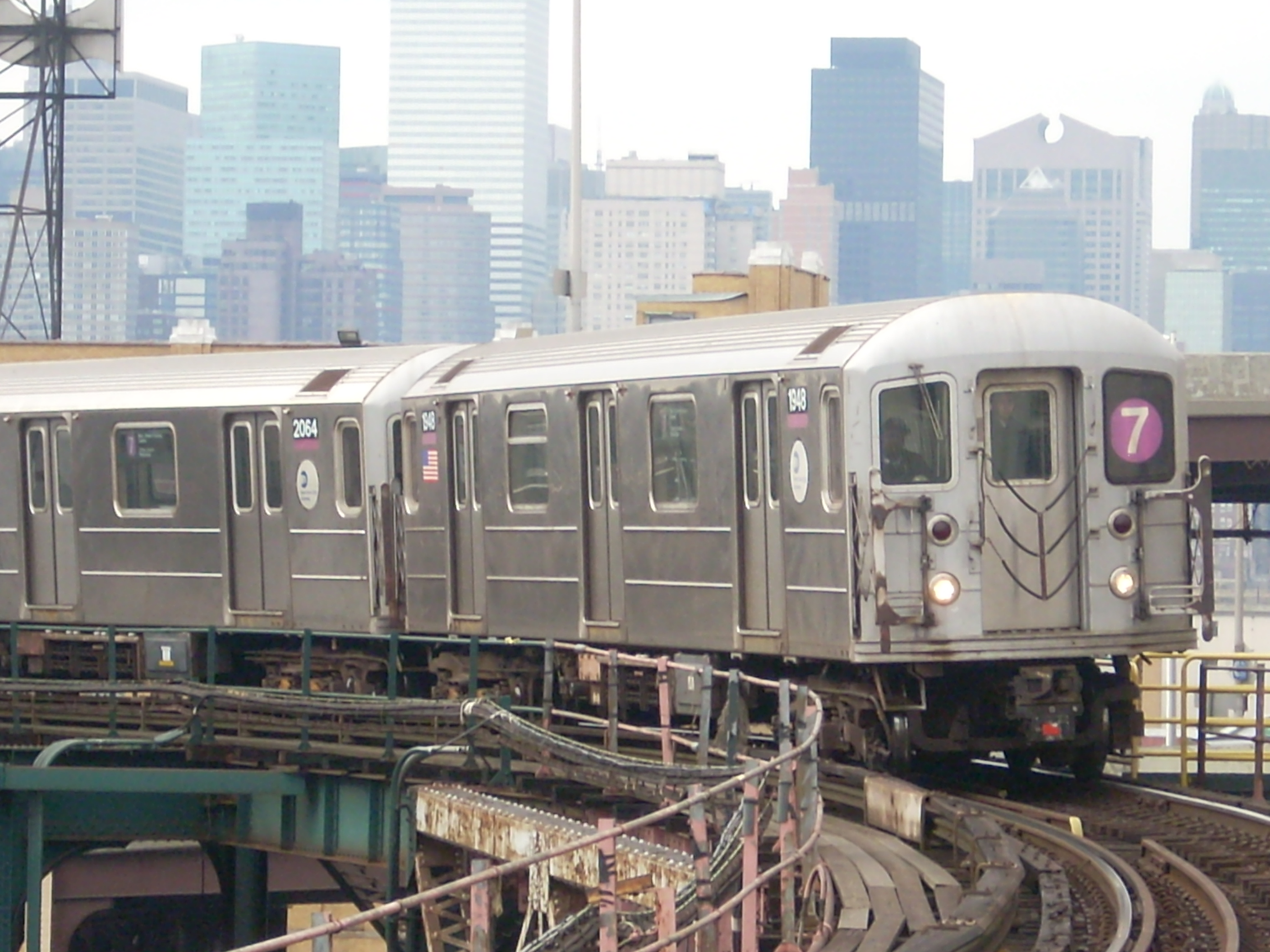
北側のカーブから入線してくるR62A電車のフラッシング方面行き列車
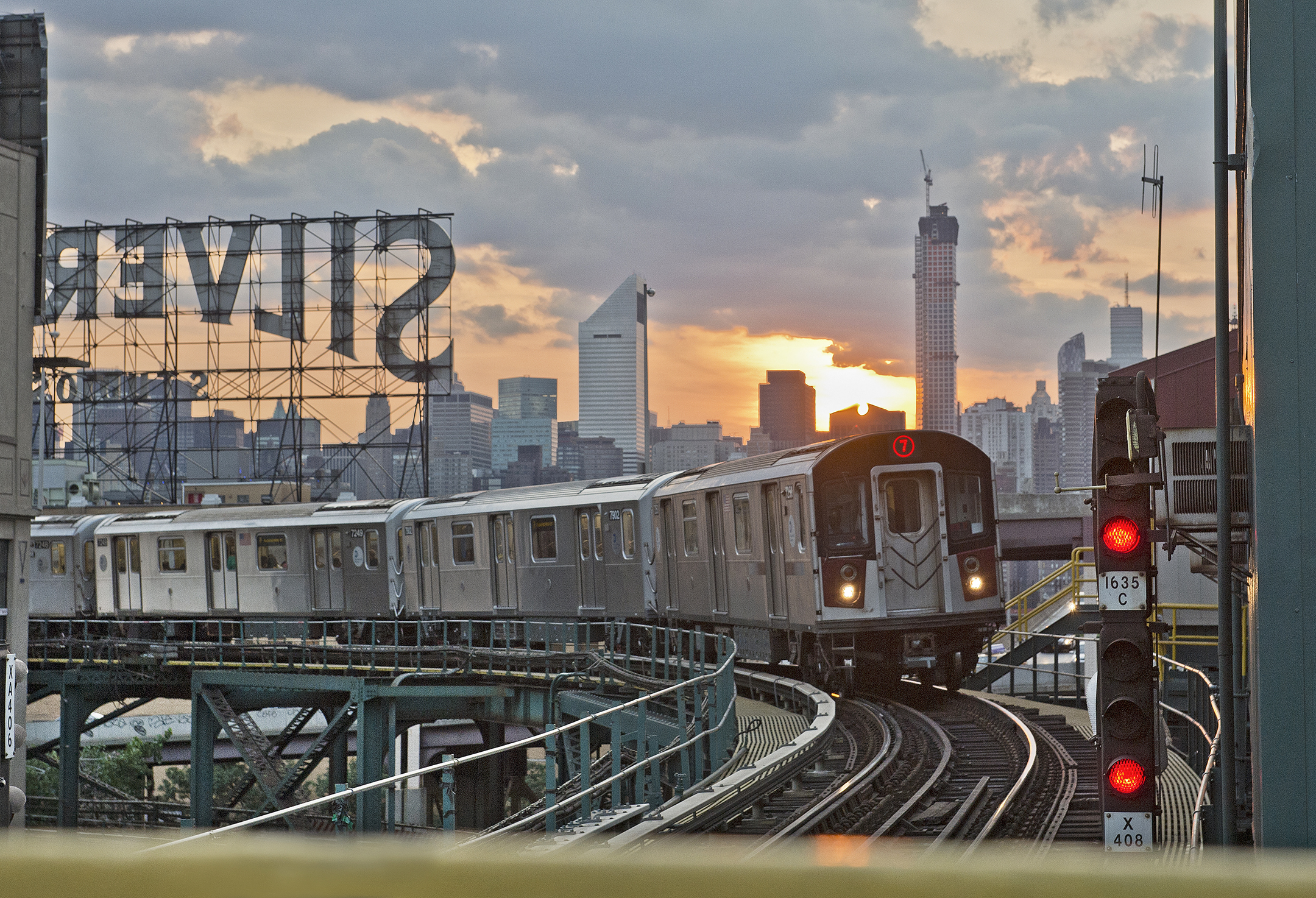
北側のカーブから入線してくるR188電車のフラッシング方面行き列車
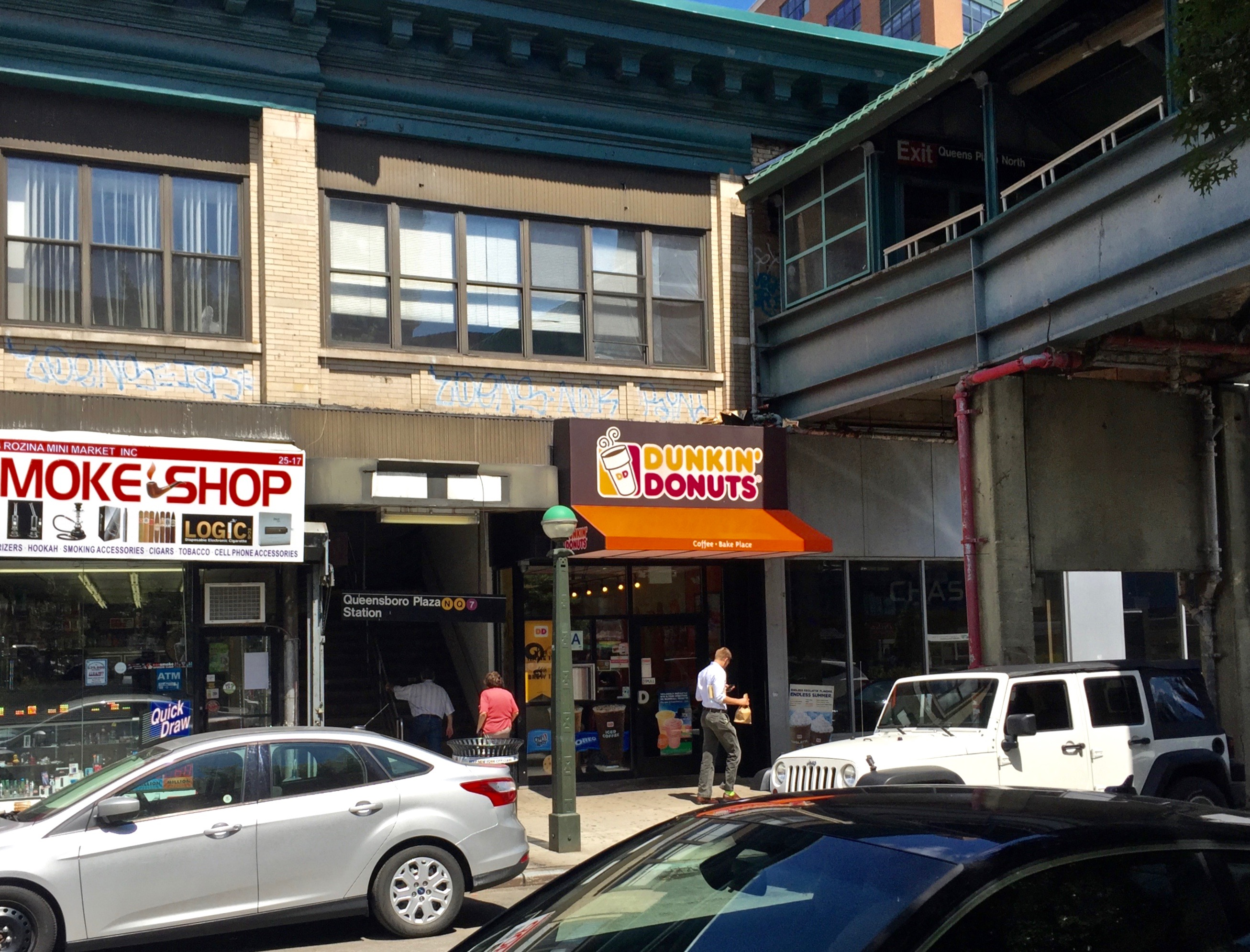
クイーンズ・プラザ北側のエントランス